# Église Saint-Jean-Baptiste d'Abriès-Ristolas
Pour les articles homonymes, voir Église Saint-Jean-Baptiste.
L'église paroissiale Saint-Jean-Baptiste est une église catholique française, située à Abriès-Ristolas (Hautes-Alpes) dans le diocèse de Gap et d'Embrun.

## Historique et architecture
Fondée en 1729, cette église a été rénovée en 1960, notamment le clocher-tour à la suite d'un bombardement lors de la Seconde Guerre mondiale.